# Amanatsu
La Amanatsu (甘夏?) o Natsumikan (ナツミカン（夏蜜柑)?   lit. Mandarina de verano) es una fruta citrus híbrida originaria de la prefectura de Yamaguchi, Japón. Su coloración es naranja amarillento y pertenece al grupo de cultivares Citrus natsudaidai. La amanatsu fue descubierta en 1740 en Yamaguchi.

## Nombre
En Japón, la fruta es oficialmente conocida como kawano natsu daidai (カワノナツダイダイ（川野夏橙）?), pero también lo es como amanatsu, amanatsu daidai (甘夏橙?), amanatsukan (甘夏柑?) y amanatsu mikan (甘夏蜜柑（甘夏みかん）?).

## Descripción
La amanatsu tiene el tamaño de un pomelo y forma oblata. La fruta contiene 12 segmentos y alrededor de unas 30 semillas. Al tener textura áspera es fácil de pelar y comúnmente se come fresca. También se utiliza para la fabricación de una amplia variedad de productos que van desde mermeladas hasta bebidas alcohólicas.
Se cultiva comercialmente en Japón, especialmente en la prefectura de Yamaguchi, Kumamoto y Ehime. La ciudad de Hagi es famosa por sus natsumikans, particularmente cuando es usado en zumos y helados. La prefectura de Yamaguchi se enorgullece tanto de su industria del natsumikan que las típicas barreras contra choque blancas de Japón fueron cambiadas por otras de color naranja.
Se cree que el árbol de natsumikan deriva genéticamente del pomelo (Citrus grandis o Citrus maxima). Los investigadores encontraron que la piel inmadura del natsumikan es beneficiosa para el tratamiento de la dermatitis crónica en ratones.

## Galería

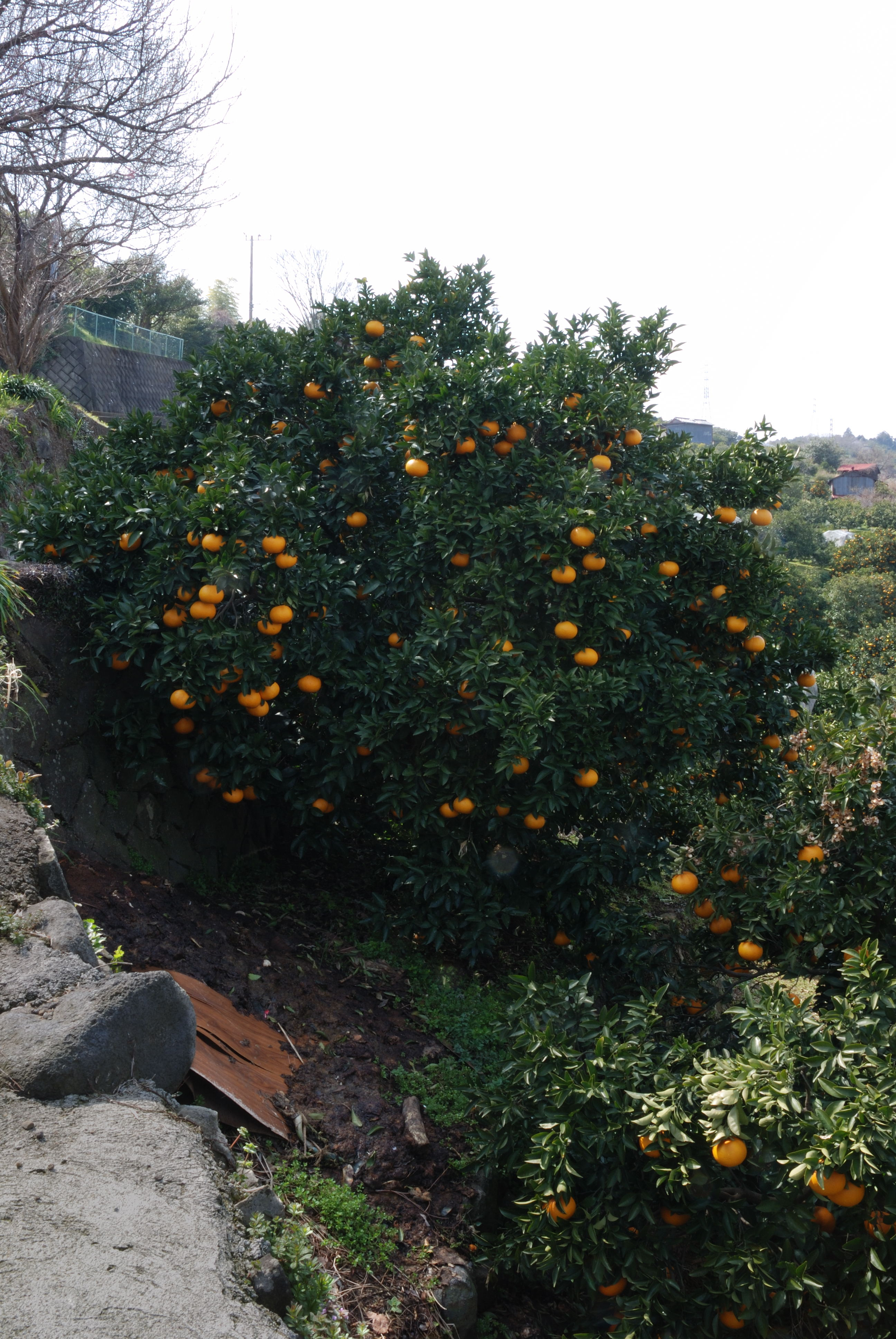
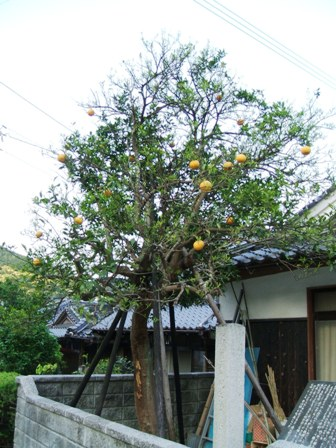
En Nagato, Yamaguchi.
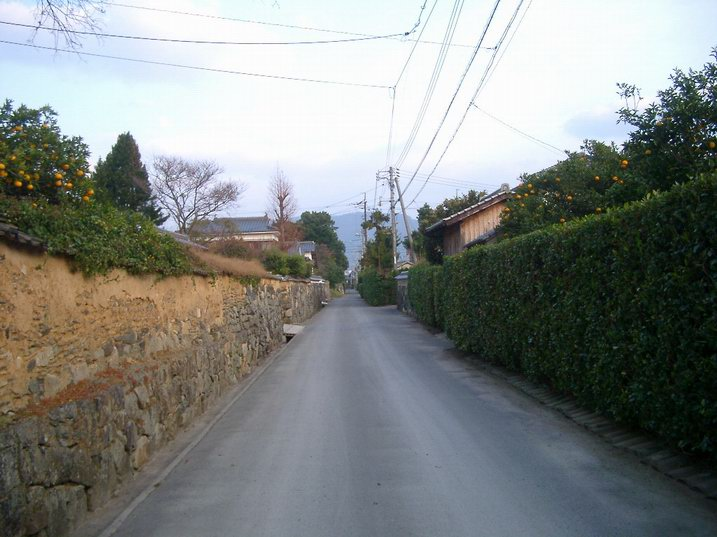
En Hagi, Yamaguchi.
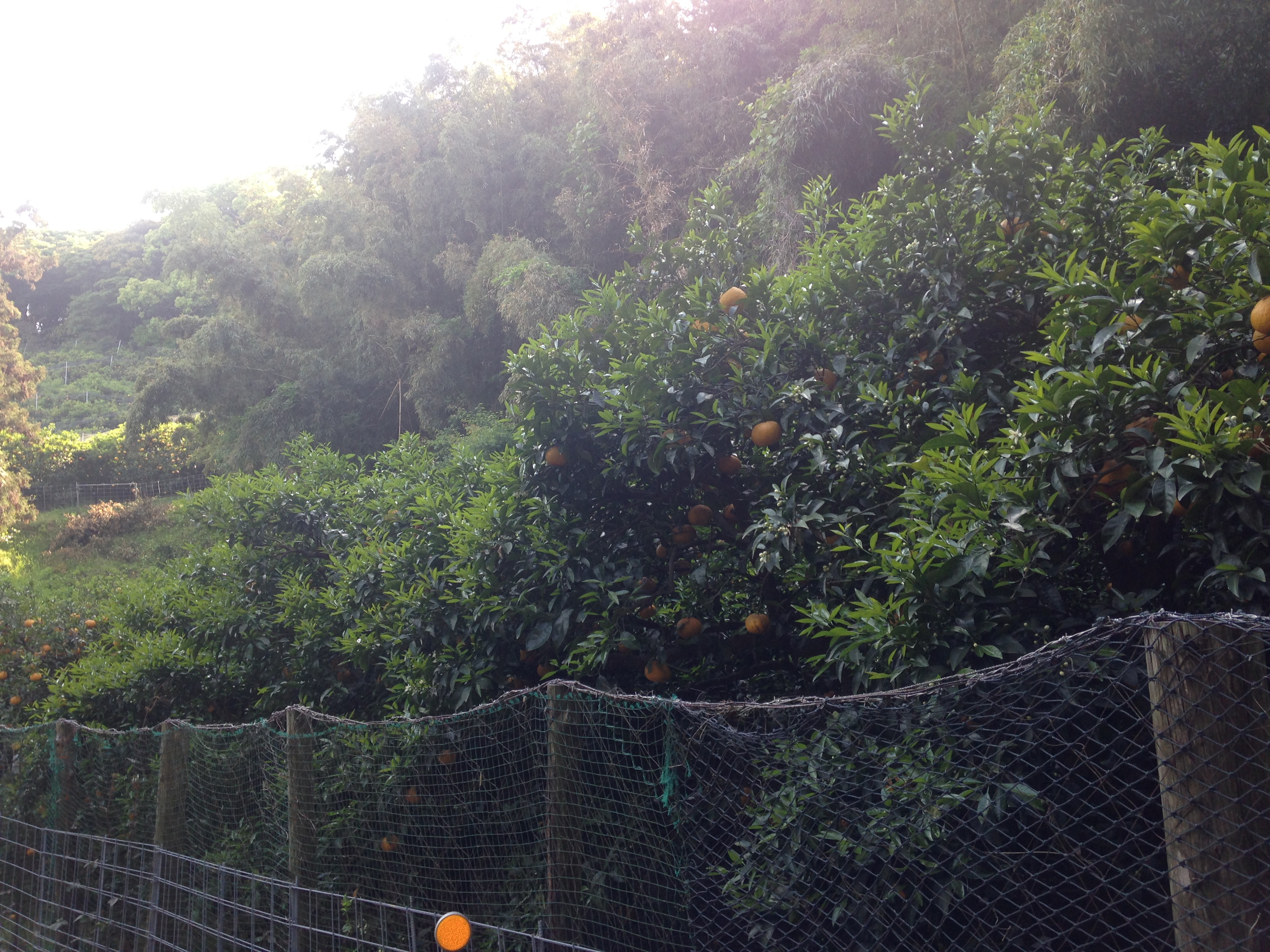
Árboles de amanatsu en la isla de Nokonoshima.
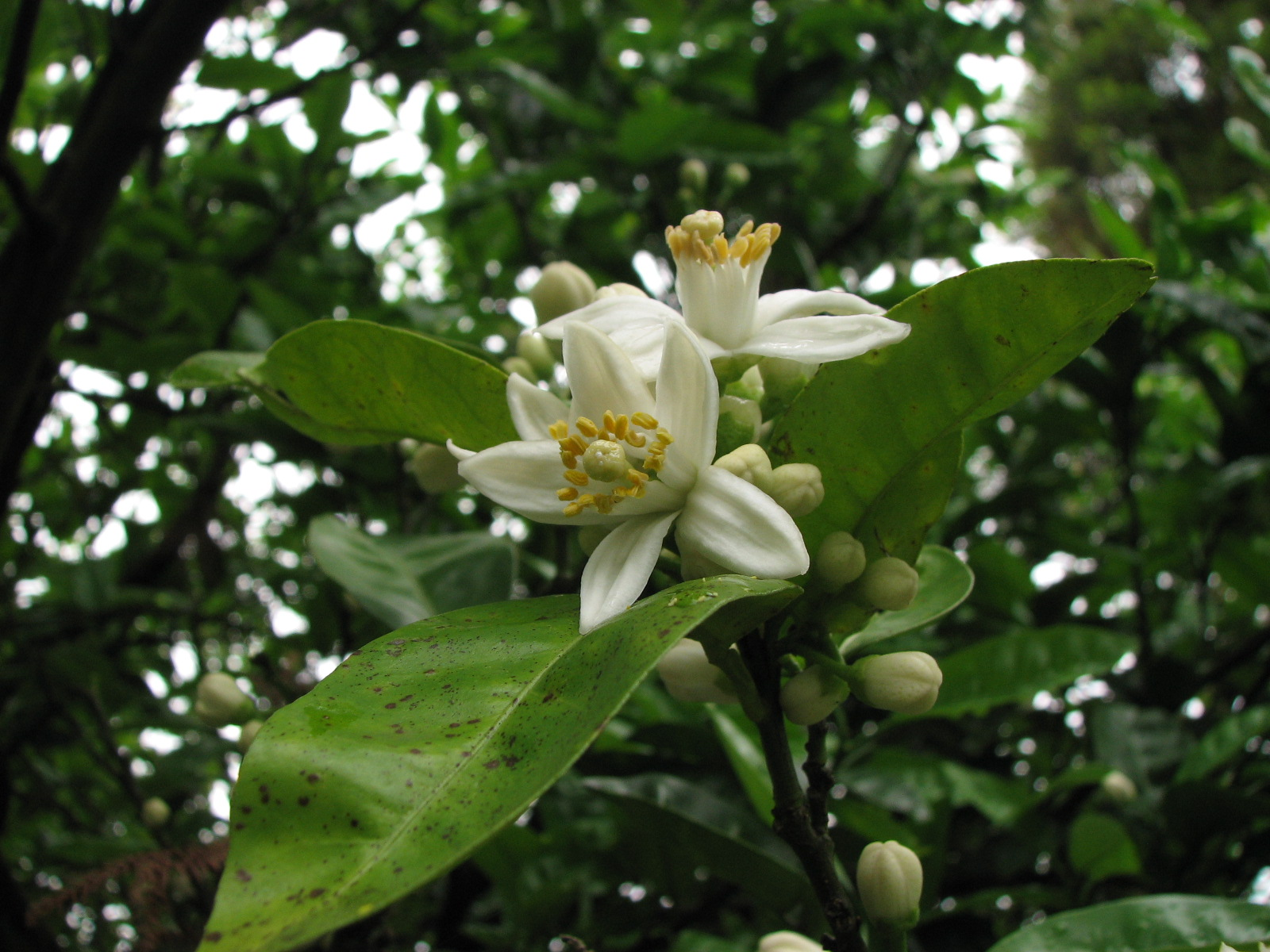
Flores.
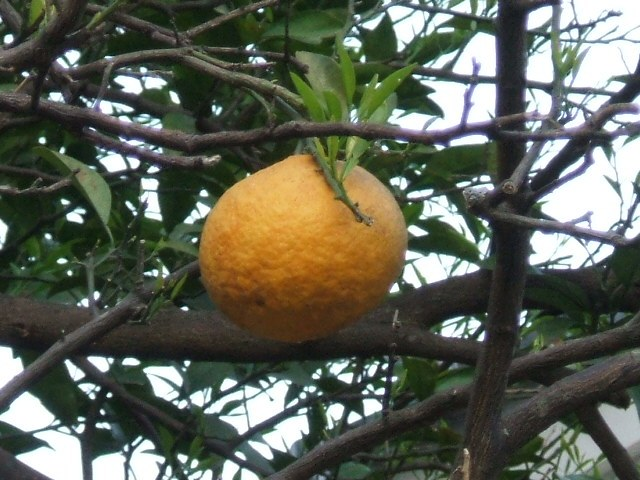
Árbol.
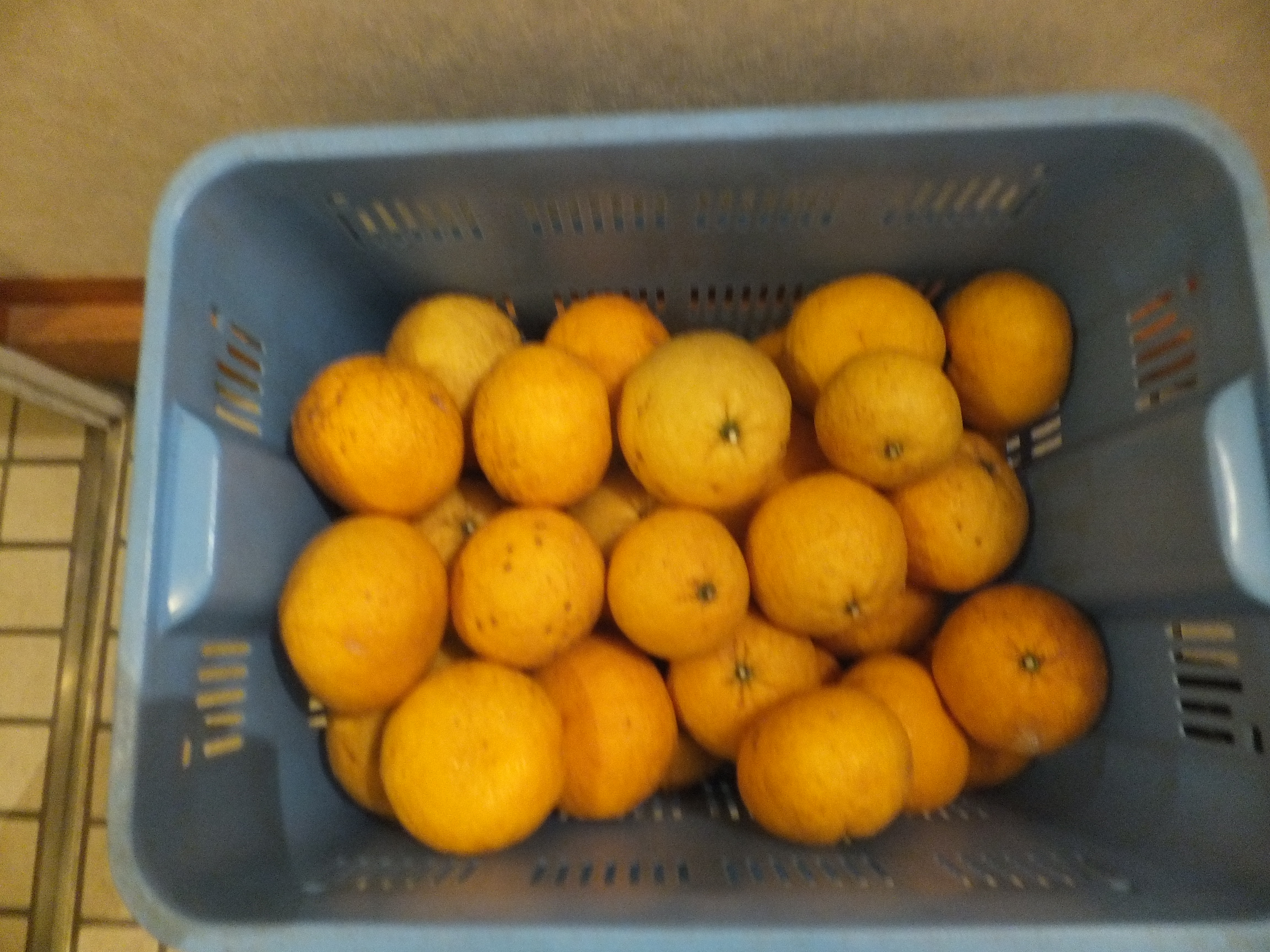
Fruta.